# Гумерово (Мечетлинский район)
Гумерово (баш. Ғүмәр) — деревня в Мечетлинском районе Башкортостана, входит в состав Дуван-Мечетлинского сельсовета.

## Население
| 1939 | 1959 | 1970 | 1979 | 1989 | 2002 | 2009 |
| ---- | ---- | ---- | ---- | ---- | ---- | ---- |
| 179  | ↗214 | ↗269 | ↘211 | ↘203 | ↗216 | ↘189 |
| 2010 |      |      |      |      |      |      |
| ↘166 |      |      |      |      |      |      |

Национальный состав
Согласно переписи 2002 года, преобладающая национальность — башкиры (100 %).

## Географическое положение
Находится на правом берегу реки Ай.
Расстояние до:
- районного центра (Большеустьикинское): 35 км,
- центра сельсовета (Дуван-Мечетлино): 3 км,
- ближайшей ж/д станции (Сулея): 97 км.